# 三郡変成岩
三郡変成岩（さんぐんへんせいがん）、三郡変成岩類は、日本の地質用語。
九州北部から中国地方にかけて広く点在する。変成度の低い変成岩の総称で、福岡県の三郡山付近の地質を模式とすることからこの名がある。
千枚岩や結晶片岩に代表され、低温高圧で生じた藍閃石（ランセン石）、緑簾石などが特徴で、ほかに変成度の低いパンペリー石、アクチノ閃石などがある。
古生代末期（石炭紀・ペルム紀）に形成された堆積岩が基になり、ペルム紀の終わりから中生代の三畳紀にかけて活発な造山運動による圧力で変成岩となった。その後、中生代（ジュラ紀）になると、超塩基性岩が貫入し、ついで（白亜紀）から新生代（古第三紀）を通じて火成作用を受けている。

## 三郡帯
三郡変成岩が分布する地域を三郡帯（三郡変成帯）と称する。三郡帯（三郡変成帯）は、高圧型変成帯としては日本最古のものと考えられている。「帯」と称するが、実際に露出している部分は僅かで散在しており、帯状に連続しているとは観察できない。
三郡帯は九州北部から中国地方に広く横たわり、中国地方東部から近畿地方北部で飛騨帯（飛騨変成帯）と接する。

### 学説の変遷
三郡変成帯を含め、西日本には変成岩の大きな分布帯が4つあることが知られていた。これは北から順に、富山から飛騨地方、福井を経て山陰地方の日本海沖に連なる飛騨変成帯、三郡変成帯、長野県南部から愛知、三重、奈良、瀬戸内地方・北四国から九州中部に連なる領家変成帯と、そのすぐ南に平行する三波川変成帯である。
飛騨変成帯と三郡変成帯は秋吉造山運動で形成され、領家変成帯と三波川変成帯はより新しい佐川造山運動で形成されたと考えられていた。
一般に、鉱物は生成する際の圧力と温度の組み合わせによって、中に含まれる結晶の構造や化学組成が変わるので、岩石に含有される鉱物や結晶構造を調べることで、その岩石がどのような環境で生成されたかを推測することができる。変成岩の場合、「高温・低圧」下でできたものと、「低温・高圧下」でできたものに大別される。
飛騨変成帯と領家変成帯は低圧高温型、三郡変成帯と三波川変成帯は高圧低温型の変成帯である。高温低圧型の変成岩は火山のマグマ溜まり付近で形成され、低温高圧型の変成岩はプレート境界で生成されると考えられている。
こうした学説は1940年代から提唱されるようになったが、その後に出てきたプレートテクトニクス仮説の後押しをすることになり、1970年代まで、日本内外で一般的に支持されてきた。
一方、実際の三郡帯の分布や形成年代の同定に関しては定まらない部分もあった。放射年代測定の技術が確立されると、1980年代から1990年代には従来の三郡帯は3つの変成帯に区別されるようになった。この説では、蓮華帯（三郡蓮華帯）、周防帯、智頭帯の3区分がある。 
さらに2000年代になると、蓮華帯と周防帯の2区分が提唱されるようになった。これにしたがうと、西日本の広域変成帯は飛騨、蓮華、周防、領家、三波川の5帯が並走しているということになる。これらは約1億年おきにこの地域が高圧化におかれたことを示唆しており、日本列島が1億年周期で海嶺沈下と造山運動を繰り返してきたことの証左になると考えられている。しかし、いまだ不明な点が多い。